# Bóng rổ tại Đại hội Thể thao Đông Nam Á 2023 - 3x3
Bóng rổ 3x3 sẽ là một trong những môn thi đấu tại Đại hội Thể thao Đông Nam Á 2023 ở Campuchia. Các sự kiện sẽ được tranh tài từ ngày 6 đến ngày 7 tháng 5 năm 2023. Tổng số 8 đội sẽ tham gia cả giải đấu nam và nữ.

## Các quốc gia tham dự
| Quốc gia         | Nam | Nữ  |
| ---------------- | --- | --- |
| Campuchia        | Yes | Yes |
| Indonesia        | Yes | Yes |
| Lào              | Yes | Yes |
| Malaysia         | Yes | Yes |
| Philippines      | Yes | Yes |
| Singapore        | Yes | Yes |
| Thái Lan         | Yes | Yes |
| Việt Nam         | Yes | Yes |
| Tổng: 8 Quốc gia | 8   | 8   |

## Bảng huy chương
| Hạng               | Đoàn               | Vàng | Bạc | Đồng | Tổng số |
| ------------------ | ------------------ | ---- | --- | ---- | ------- |
| 1                  | Việt Nam           | 1    | 0   | 0    | 1       |
| 1                  | Campuchia          | 1    | 0   | 0    | 1       |
| 3                  | Philippines        | 0    | 2   | 0    | 2       |
| 4                  | Indonesia          | 0    | 0   | 1    | 1       |
| 4                  | Thái Lan           | 0    | 0   | 1    | 1       |
| Tổng số (5 đơn vị) | Tổng số (5 đơn vị) | 2    | 2   | 2    | 6       |

## Huy chương
| Sự kiện          | Vàng                                                                                    | Bạc                                                                             | Đồng |
| ---------------- | --------------------------------------------------------------------------------------- | ------------------------------------------------------------------------------- | --- |
| Nam 3x3 Chi tiết | Campuchia · Dorsey Darrinray · Sayeed Pridgett · Brandon Jerome Peterson · Chhorath Tep | Philippines · Almond Vosotros · Joseph Eriobu · Lervin Flores · Joseph Sedurifa | Thái Lan · Tra Holder · Frederick Lee Jones Lish · Moses Morgan · Chanatip Jakrawan                             |
| Nữ 3x3 Chi tiết  | Việt Nam · Trương Thảo My · Trương Thảo Vy · Huỳnh Thị Ngoan · Nguyễn Thị Tiểu Duy      | Philippines · Jack Animam · Afril Bernardino · Janine Pontejos · Mikka Cacho    | Indonesia · Adelaide Callista Wongsoharjo · Agustin Elya Gradita Retong · Kimberley Pierre-Louis · Dyah Lestari |